# Forquilhinha
Forquilhinha è un comune del Brasile nello Stato di Santa Catarina, parte della mesoregione del Sul Catarinense e della microregione di Criciúma.
Il suo nome vuol dire piccola forca e ha origine dall'incontro dei fiumi São Bento e Mãe Luzia.